# Calendário solar tailandês
O calendário solar tailandês, Suriyakati (Tailandês: สุริยคติ), tem sido o calendário oficial e predominante na Tailândia desde 1888, ainda que o calendário ocidental seja usado ocasionalmente em negócios e no sistema bancário.

## Estrutura

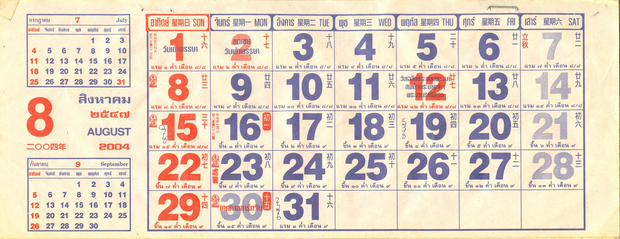
Agosto de 2004/2547BE

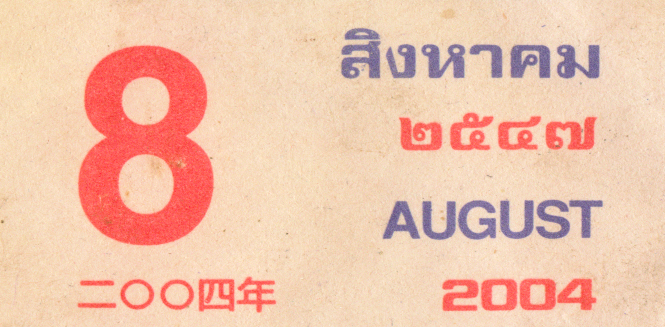
Dia

Os calendários tailandeses mostram a era budista (BE, พุทธศักราช, Phuttasakarat), abreviada Pho So (พ.ศ.), e a era cristã (คริสต์ศักราช, kritsakarat), abreviada Kho So (ค.ศ.). Também mostram números chineses para a era cristã e datas do calendário lunar chinês. Como estas determinam o Sabbath budista, o uposatha (วันพระ, Wan Phra), assim como muitos outros festivais chineses tradicionais, são exibidas as datas tanto do calendário lunar tailandês como do calendário lunar chinês.

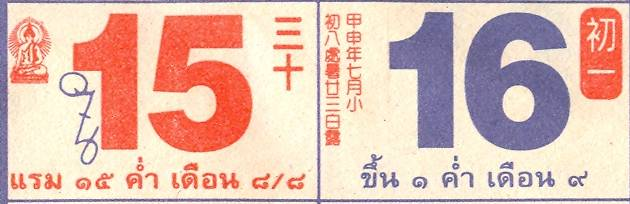
Festivais tailandeses (esquerda) e chineses (direita).

- Wan Pra são marcadas com uma imagem de Buda e os festivais chineses com caracteres chineses em vermelho.
- Figuras azuis (neste exemplo 078 no 15 e acima à esquerda, 538 no 19 e 2576 no 31) marcam as datas nas quais os números da lotería nacional foram sorteados.

- As datas lunares e os animais dos anos se registram nos certificados de nascimento tailandeses depois da data oficial. Os doze animais, ainda que o calendário oficial determine a idade legal, por exemplo no caso do dia de nascimento da rainha, o 12 de agosto, que é um feriado público que se celebra como o Dia das Mães na Tailândia.

## Meses e dias da semana
Os meses e dias da semana são os mesmos que são usados no ocidente, segundo o calendário gregoriano. Os nomes dos meses proveem de nomes hindus dos signos zodiacais. Os dias da semana levam nomes do Sol, da Lua e traduções dos nomes dos cinco planetas clássicos.

## O ano
O ano é contado segundo o calendario budista (B.E.), que é 543 anos anterior ao da era cristã, por exemplo, o ano 2007 depois de Cristo é equivalente ao ano 2550 B.E.. A era se baseia na data da morte (Parinibbana) de Buda Gautama, que os tailandeses colocam como tendo ocorrido no ano 543 a. C. (Deve-se notar que somente desde 1° de janeiro de 1941 em diante, a regra de somar ou diminuir 543 anos funciona perfeitamente, o motivo é explicado adiante.)
O calendário decretado pelo rei Chulalongkorn (Rama V), foi denominado Ratana Kosindra Sok (รัตนโกสินทรศก) e era quase idêntico ao calendário gregoriano. Entretanto, a forma de contar os anos tomava como referência a data de fundação de Bangkok (Ratana Kosindra), 6 de abril de 1782 (o primeiro dia do ano 1 da era Ratana Kosindra (รัตนโกสินทร์ศักรัช), abrev. (ร.ศ.) ro so). 
O rei Vajiravudh (Rama VI) alterou a contagem dos anos para a era budista em 1912 e fixou o começo do ano como sendo o dia 1° de abril.
Em 1941 (2484 B.E.), por decreto do Primeiro Ministro Pibulsonggram, o 1° de janeiro se converteu no início oficial de um novo ano (pelo que o ano 2483 B.E. teria só nove meses). Ao converter uma data anterior à desse ano, deve-se revisar se cai entre o 1° de janeiro e o 31 de março, ao ser assim, deve-se subtrair 542 e não 543.
Na atualidade, tanto o dia de ano novo do calendário gregoriano (1° de janeiro) como seu similar tailandês, o tradicional Songkran (สงกรานต์) o 13 a 15 de abril, são festividades públicas no calendário oficial. As festividades no calendário oficial para os budistas e chineses ainda se calculam com respeito ao calendário solar de cada ano.
Os meses de 30 dias terminam em -ยน -yon, que significa reduzido, os de 31 dias em -คม -khom, exato. O mês de fevereiro termina em -พันธ์, constrangido oo amarrado. O dia que se adiciona em fevereiro nos anos bissextos é chamado Athikasuratin อธิกสุรทิน ou อะทิกะสุระทิน para facilitar sua pronúncia.
| Português | Tailandês | Abrev. | Transcrição     | Signo Zodiacal |
| --------- | --------- | ------ | --------------- | -------------- |
| Janeiro   | มกราคม    | ม.ค.   | mokkarakhom     | Capricórnio    |
| Fevereiro | กุมภาพันธ์   | ก.พ.   | kumphaphan      | Aquário        |
| Março     | มีนาคม     | มี.ค.   | minakhom        | Peixes         |
| Abril     | เมษายน    | เม.ย.  | mesayon         | Áries          |
| Maio      | พฤษภาคม   | พ.ค.   | pruetsaphakhom  | Touro          |
| Junho     | มิถุนายน    | มิ.ย.   | mithunayon      | Gêmeos         |
| Julho     | กรกฎาคม   | ก.ค.   | karakadakhom    | Câncer         |
| Agosto    | สิงหาคม    | ส.ค.   | singhakhom      | Leão           |
| Setembro  | กันยายน    | ก.ย.   | kanyayon        | Virgem         |
| Outubro   | ตุลาคม     | ต.ค.   | tulakhom        | Libra          |
| Novembro  | พฤศจิกายน  | พ.ย.   | pruetsachikayon | Escorpião      |
| Dezembro  | ธันวาคม    | ธ.ค.   | thanwakhom      | Sagitário      |

| Português     | Tailandês | Transcrição             | "Planeta" |
| ------------- | --------- | ----------------------- | --------- |
| Domingo       | วันอาทิตย์   | wan athit               | Sol       |
| Segunda-feira | วันจันทร์    | wan chan                | Lua       |
| Terça-feira   | วันอังคาร   | wan angkhan             | Marte     |
| Quarta-feira  | วันพุธ      | wan phut                | Mercúrio  |
| Quinta-feira  | วันพฤหัสบดี  | wan pharuehat(sabordee) | Júpiter   |
| Sexta-feira   | วันศุกร์     | wan suk                 | Vênus     |
| Sábado        | วันเสาร์    | wan sao                 | Saturno   |

Nota: As cores são as datas tradicionais tailandesas de aniversários.